# جيمي مارغولين
جيمي مارجولين (من مواليد 10 ديسمبر 2001) ناشطة أمريكية في مجال العدالة المناخية وعملت كمدير تنفيذي مشارك في زيرو هور تعرف مارغولين بأنها مثلية وتتحدث بصراحة عن تجربتها كشخص مثلي الجنس. كتبت في العديد من وسائل الإعلام، مثل سي إن إن.

## البداية
في عام 2017 وهي في سن الخامسة عشر، أسست مارجولين منظمة العمل المناخي للشباب مع ناديا نزار. شغلت منصب المدير التنفيذي المشارك للمنظمة. شاركت مارجولين في تأسيس زيرو هور كرد فعل على الاستجابة التي رأتها بعد إعصار ماريا في بورتوريكو وتجربتها الشخصية خلال حرائق الغابات في واشنطن عام 2017. لقد اكتسبت بعض السمعة السيئة بصفتها مدعية في قضية آجي بي ضد واشنطن، حيث رفعت دعوى قضائية ضد ولاية واشنطن لتقاعسها عن اتخاذ إجراءات ضد تغير المناخ على أساس أن المناخ المستقر هو حق من حقوق الإنسان. ظهرت كتاباتها عن تغير المناخ في العديد من المنشورات بما في ذلك هافينغتون بوست و Teen Ink وسي إن إن. تم اختيارها أيضًا كواحدة من 25 امرأة تغير العالم في مجلة بيبول. مارغولين ايضاً عضو في ولاية أمريكا الصغيرة.
في سبتمبر 2019 ، كانت مارجولين جزءًا من مجموعة شبابية رفعت دعوى قضائية ضد الحاكم جاي إنسلي وولاية واشنطن بشأن انبعاثات غازات الاحتباس الحراري في الولاية. بعد هذه الدعوى القضائية، طُلب منها الشهادة ضدهم كجزء من لجنة تسمى «أصوات تقود الجيل القادم بشأن أزمة المناخ العالمية»، حيث تمكن المراهقون المتورطون في تغير المناخ من إثبات قضيتهم. كان الشباب في هذه الدعوى القضائية قلقين من عدم تحرك حكومة واشنطن بشأن تغير المناخ، مما يعني أنهم يحرمون جيل الشباب من الحق الدستوري في بيئة ملائمة للعيش دون هذه المشكلات البيئية التي يواجهونها.

## ساعة الصفر
شاركت مارغولين في تأسيس منظمة ساعة الصفر في عام 2016 في سن 14 عامًا. تدعي مارغولين، «هناك أزمة تحدث، ولكن لم يتم اتخاذ أي إجراء. هذه المنظمة هي منظمة دولية غير ربحية هدفها تثقيف الناس حول أزمة المناخ وإشراك المزيد من الأشخاص في النشاط. كان هدفهم الأول هو إنشاء يوم وطني جماهيري للعمل من أجل إشراك المزيد من الشباب في القتال من أجل صحة الكوكب. باستخدام هاشتاغ #thisisZeroHour ، يأمل الشباب المتفاني في هذه المنظمة في إرسال رسالة مفادها أنه لم يعد هناك وقت نضيعه، والعمل يجب أن تؤخذ في أقرب وقت ممكن لمكافحة تغير المناخ». يشرحون في بيان مهمتهم «نعتقد أن كل فرد، من كل مجتمع يجب أن يكون له حق الوصول إلى الهواء النظيف والمياه والأراضي العامة. نحن نؤمن بوضع احتياجات وصحة مجتمعاتنا قبل مكاسب الشركة». إلى جانب أهداف أخرى، يأملون في إشراك أشخاص آخرين حول العالم في القتال من أجلها. يحاولون التركيز على «تثقيف الناس حول ماهية أزمة المناخ وكيف تكون ناشطًا للمساعدة في هذه القضية».